# Kolyma
Kolyma (tiếng Nga: Колыма́) là một sông tại đông bắc Siberia, toàn bộ lưu vực sông thuộc Cộng hòa Sakha, Khu tự trị Chukotka, và tỉnh Magadan của Nga. Sông khởi nguồn từ dãy núi phía bắc Okhotsk và Magadan, và đổ vào vịnh Kolyma (Kolymskiy Zaliv) của biển Đông Siberi, một bộ phận của Bắc Băng Dương. Kolyma có chiều dài 2.129 kilômét (1.323 mi), diện tích lưu vực là 644.000 km².
Kolyma bị đóng băng vài mét khoảng 250 ngày mỗi năm, và nước sông chỉ có thể chảy bình thường từ đầu tháng đến tháng 10.
Năm 1640 Dimitry Zyryan (cũng gọi là Yarilo hay Yerilo) bằng đường bộ đã đến Indigirka. Năm 1641 ông xuôi dòng Indigirka, đi về phía đông và lên Alazeya. Tại đây họ nghe về Kolyma và gặp người Chukchi lần đầu tiên. Năm 1643 ông trở về Indigirka, gửi yasak của ông đến Yakutsk và trở lại Alazeya. Năm 1645 ông trở về Lena. Ông sau đó lại quay về phía đông và mất vào đầu năm 1646. Vào mùa đông 1641-42, Mikhail Stadukhin, được Semyon Dezhnyov hộ tống đã đi bằng đường bộ đến thượng du Indigirka. Ông giành mùa đông sau đó tại đây, đóng thuyền và xuôi dòng Indigirka và đi về phía đông đến Alazeya nơi ông gặp Zyryan. Zyrian và Dezhnev ở tại Alazeya, trong khi Stadukhin đi về phía đông, tiếp cận với Kolyma vào mùa hè năm 1644. Ông xây một zimovye, có lẽ là tại Srednekolymsk và trở về Yakutsk và cuối năm 1645.
Năm 1892-1894, Baron Eduard Von Toll đã tiến hành khảo sát địa chất trên lưu vực Kolyma (cùng các dòng sông Viễn Đông của Siberi) với tư cách là đại diện cho Viện hàn lâm Khoa học Nga (Barr, 1980). Trong một năm hai ngày đoàn thám hiểm đã đi được 25.000 km, trong đó 4.200 km là đi trên sông, thực hiện khảo sát và đo đạc trên đường đi.
Kolyma được biết đến với các trại lao động Gulag và mỏ vàng, tư liệu của cả hai đều được phổ biến rộng rãi sau khi các văn thư từ thời Joseph Stalin được giải mật. Sông cũng nằm trong tiêu đề của các tuyển tập về trại Gulag của Varlam Shalamov, Các câu chuyện Kolyma.
Sau khi các trại bị đóng cửa, trợ cấp của nhà nước, công nghiệp và thông tin của địa phương đã suy thoái đến mức không còn lại gì. Nhiều người đã di cư, còn những người ở lại sống nhờ đánh cá và săn bắn.